# Pelorosaure
El pelorosaure (Pelorosaurus, (grec antic) “llangardaix colossal”) és un gènere de dinosaure sauròpode braquiosàurids, que va viure a principis del període Cretaci, fa aproximadament 130 milions d'anys, en el Barremià, en el que avui és Europa. Pelorosaurus és un sauròpode de gran envergadura, que feia al voltant 24 metres de longitud, 6 metres d'alçada i pesava unes 34 tones. Els membres anteriors eren més alts que els posteriors, amb una cua curta i el coll alçat. Se l'acostuma a representar amb una cuirassa de plaques òssies; es coneixen impressions de pell mostrant marques hexagonals.

## Història
El pelorosaure va ser el primer sauròpode identificat com un dinosaure, tot i que no era el primer a ser descobert. Richard Owen havia descobert el cetiosaure l'any 1841 però el va identificar erròniament com un rèptil marí gegantí similar als cocodrils. Mantell va identificar el pelorosaure com un dinosaure terrestre.